# Hydromantie

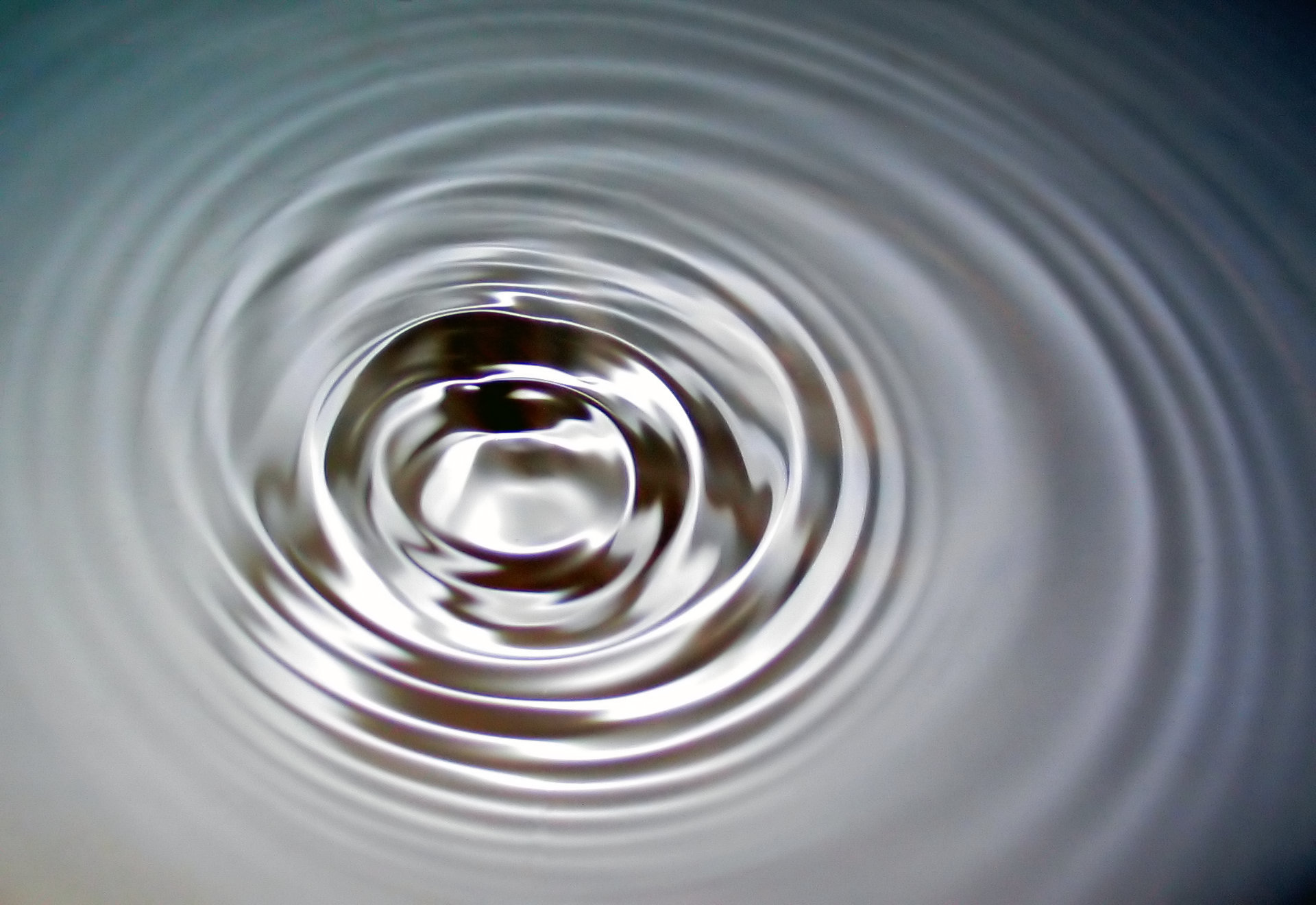
Wasseroberflächenwellen aus denen sich Weissagungen ableiten können

Als Hydromantie (griechisch für „Wahrsagekunst aus dem Wasser“) bezeichnet man eine vermutlich aus dem Orient stammende mantische Kunst. Sie beruht auf die Beobachtungen von Erscheinungen in und über dem Wasser, in Quellen, Seen, Strudeln, Becken, Gläsern und Flaschen.

## Bedeutung

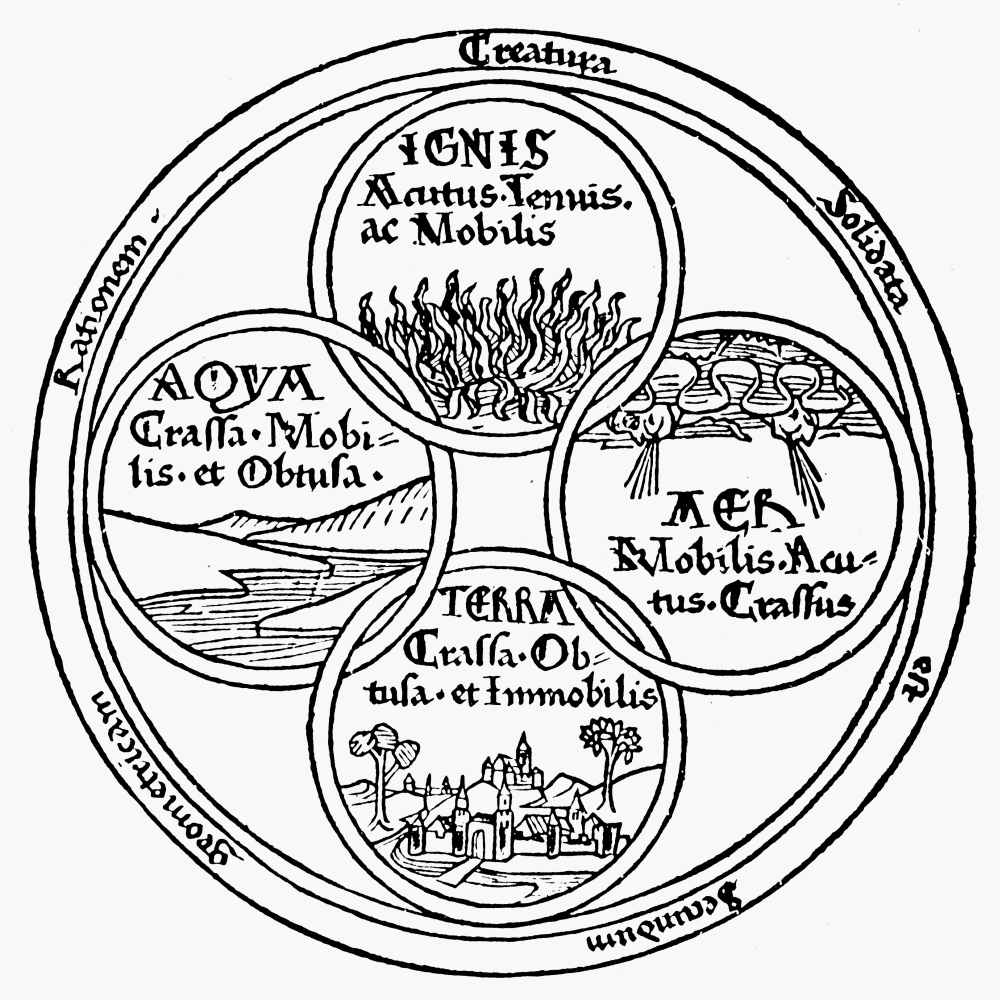
Die vier Elemente Feuer, Wasser, Luft und Licht, Holzschnitt aus De rerum natura von Lukrez (1472)

Die Wasserweissagung gehört mit Aero-, Geo- und Pyromantie zu den Divinationen, die sich auf die vier Grundelemente Luft, Erde, Feuer und Wasser beziehen. Die Voraussagen von Ereignissen und Geschehen liegen in der Zukunft und erfuhren von den Mantikern der antiken und mittelalterlichen Bewegung bestimmte Regeln.

## Frühzeitliche Hydromantie
Der heilige Augustin berichtete, dass Numa einer der ersten Hydromanten gewesen sei. Pausanias erzählt von mehreren Tempeln mit Quellen, an denen regelmäßige hydromantische Beobachtungen angestellt wurden.

## Antike bis Mittelalter
Marcus Terentius Varro (116-27 v. Chr.) erwähnte in seinen Schriften, dass nach seiner Meinung die Hydromantie aus Persien stamme. Über die praktische Anwendung der Wasserweissagungen  berichtete er jedoch nichts, dennoch besaß die Hydromantie weitreichende Bedeutung in den Kulturkreisen des vorderasiatischen Raumes. Für die Germanen kann angenommen werden, dass auch sie einen ausgeprägten Glauben am Wasser entwickelt hatten, der sich in der Verehrung von Quellen darstellte und auf den Glauben von Wassergeistern beruhte. Ihre gemeinsame Basis liegt in der wahrsagerischen Kraft des Wassers. Im Altertum wurde die Hydromantie bekämpft, dieses fand ihren Höhepunkt durch die mittelalterliche Kirche.

## 16. – 19. Jahrhundert
Im 16. Jahrhundert entwickelte sich über die Divinationen eine Vielzahl an Schriftgut, schließlich führte dieses Wissen über die alten Vorstellungen zu einer Zusammenfassung und entwickelte ein eigenes Wissensgebiet. In Europa war das sogenannte Wasserschauen nicht stark verbreitet, man weiß aber zu berichten, dass es im Orient noch bis in das Ende des 19. Jahrhunderts praktiziert worden sei, „wobei oft junge Knaben eingesetzt wurden die durch das Beobachten von klaren Wasseroberflächen hypnotisch wurden und in Trance verfielen um zukünftige Ereignisse wahrnehmen zu können“.

## Methoden
Mit den Regeln aus der Antike und den Erkenntnissen auf dem Wissensgebiet  der Wasserweissagungen wurden Methoden, Zeiträume und Termine entwickelt. Durch Figuren, die in Wasser gegossenes Öl, heißes Blei oder Wachs bildeten wurden Aussagen für die Zukunft getroffen. Darüber hinaus entstanden zwei Bewegungen: Die erste Gruppe legte ihren Schwerpunkt in die Vorzeichen, die im Wasser selbst zu finden seien, das heißt in der Wasserbewegung, seinem Anstieg, seinem Schwinden und sonstigen Veränderungen. Die andere Gruppierung leitete, durch strenge Rituale begleitet, ihre Antworten, die wiederum von magischen und dämonischen Kräften begleitet werden, ab. In der heutigen Zeit findet die Hydromantie ihre Liebhaber in der Esoterik und bei weinigen Wahrsagern.

## Psychoanalyse
In der modernen „Psychoanalyse wird das Element Wasser als ein Symbol beschrieben, es steht für das Unbewusste und führt in den Ähnlichkeiten auf die mittelalterliche Vorstellung zurück“.